# Craig-cefn-parc
Craig-cefn-parc är en by i Swansea i Wales. Byn är belägen 57 km 
från Cardiff. Orten har 889 invånare (2016).